# Dalmatinska nogometna liga – Sjeverna skupina 1985./86.
Dalmatinska nogometna liga – Sjeverna skupina je bila jedna od tri skupine Dalmatinske nogometne lige u sezoni 1985./86., četvrtoga stupnja nogometnog prvenstva Jugoslavije. 
  
Sudjelovalo je 14 klubova, a prvak je bila "Bukovica" iz Kistanja.  

## Ljestvica
| mj. | klub                | ut. | pob. | ner. | por. | gol+ | gol- | bod |
| --- | ------------------- | --- | ---- | ---- | ---- | ---- | ---- | --- |
| 1.  | Bukovica Kistanje   | 26  |      |      |      | 61   | 19   | 38  |
| 2.  | Aluminij Lozovac    | 26  |      |      |      | 48   | 27   | 31  |
| 3.  | Bagat Zadar         | 26  |      |      |      | 44   | 28   | 31  |
| 4.  | DOŠK Drniš          | 26  |      |      |      | 52   | 28   | 30  |
| 5.  | Metalac-TEF Šibenik | 26  |      |      |      | 59   | 36   | 29  |
| 6.  | NOŠK Novigrad       | 26  |      |      |      | 36   | 36   | 27  |
| 7.  | Kričke              | 26  |      |      |      | 28   | 37   | 27  |
| 8.  | Goran Bibinje       | 26  |      |      |      | 27   | 39   | 25  |
| 9.  | Sloboda Posedarje   | 26  |      |      |      | 33   | 39   | 24  |
| 10. | Rudar Siverić       | 26  |      |      |      | 50   | 53   | 23  |
| 11. | SOŠK Skradin        | 26  |      |      |      | 41   | 48   | 22  |
| 12. | Polača              | 26  |      |      |      | 24   | 48   | 22  |
| 13. | Zlatna luka Sukošan | 26  |      |      |      | 35   | 44   | 21  |
| 14. | Jedinstvo Benkovac  | 26  |      |      |      | 18   | 74   | 13  |

## Rezultatska križaljka
| kratica | klub                | ALU | BAG | BUK | DOŠK | GOR | JED | KRI | MET | NOŠK | POL | RUD | SLO | SOŠK | ZLL |
| --- | ------------------- | --- | --- | --- | ---- | --- | --- | --- | --- | ---- | --- | --- | --- | ---- | --- |
| ALU | Aluminij Lozovac    |     |     |     |      |     |     |     |     |      |     |     |     |      |     |
| BAG | Bagat Zadar         |     |     |     |      |     |     |     |     |      |     |     |     |      |     |
| BUK | Bukovica Kistanje   |     |     |     |      |     |     |     |     |      |     |     |     |      |     |
| DOŠK | DOŠK Drniš          |     |     |     |      |     |     |     |     |      |     |     |     |      |     |
| GOR | Goran Bibinje       |     |     |     |      |     |     |     |     |      |     |     |     |      |     |
| JED | Jedinstvo Benkovac  |     |     |     |      |     |     |     |     |      |     |     |     |      |     |
| KRI | Kričke              |     |     |     |      |     |     |     |     |      |     |     |     |      |     |
| MET | Metalac-TEF Šibenik |     |     |     |      |     |     |     |     |      |     |     |     |      |     |
| NOŠK | NOŠK Novigrad       |     |     |     |      |     |     |     |     |      |     |     |     |      |     |
| POL | Polača              |     |     |     |      |     |     |     |     |      |     |     |     |      |     |
| RUD | Rudar Siverić       |     |     |     |      |     |     |     |     |      |     |     |     |      |     |
| SLO | Sloboda Posedarje   |     |     |     |      |     |     |     |     |      |     |     |     |      |     |
| SOŠK | SOŠK Skradin        |     |     |     |      |     |     |     |     |      |     |     |     |      |     |
| ZLL | Zlatna luka Sukošan |     |     |     |      |     |     |     |     |      |     |     |     |      |     |
| |                     |     |     |     |      |     |     |     |     |      |     |     |     |      |     |
| podebljan rezultat - utakmice od 1. do 13. kola (1. utakmica između klubova) rezultat normalne debljine - utakmice od 12. do 26. kola (2. utakmica između klubova) rezultat nakošen - nije vidljiv redoslijed odigravanja međusobnih utakmica iz dostupnih izvora rezultat nakošen i smanjen * - iz dostupnih izvora nije uočljiv domaćin susreta prekrižen rezultat - poništena ili brisana utakmica p - utakmica prekinuta 3:0 p.f. / 0:3 p.f. - rezultat 3:0 bez borbe n.i. - nije igrano |                     |     |     |     |      |     |     |     |     |      |     |     |     |      |     |

 Izvori: 